# Charles Farncombe
Charles Frederick Farncombe (Londres, 29 de julio de 1919 – 30 de junio de 2006) fue un director de orquesta británico. 
Farncombe nació en Londres y recibió una formación musical temprana como corista de la catedral de Canterbury. En la Segunda Guerra Mundial sirvió como capitán de una unidad de recuperación de tanque (21.º Grupo del ejército) con los Reales Ingenieros Mecánicos y Electrónicos. Sufrió una herida en Caen que le dejó un leve cojeo. 
Durante la recuperación, Farncombe decidió cambiar a una carrera musical, con la trompa francesa. Regresó a Canterbury a estudiar en la Real escuela de Música eclesiástica (1947-48), y se graduó en la Real Academia de Música en Londres (1948-51). Ralph Vaughan Williams animó su aptitud para dirigir coros de aficionados, pero fue Edward J Dent, profesor de música en Cambridge, quien encaminó a Farncombe hacia el entonces abandonado repertorio de óperas de Händel.  
Se le relaciona sobre todo con producciones de la Handel Opera Society, que ayudó a fundar y de la que fue director musical a lo largo de sus 30 años de existencia, desde 1955 en adelante (en 1977 fue rebautizada Handel Opera). Varias obras tuvieron su primera interpretación moderna, en el Reino Unido, cuando no en el mundo, y Farncombe a menudo tuvo que preparar nuevas ediciones interpretativas de la música.
Fue posteriormente director de los conciertos para recaudar fondos del Coro de Festival Malcolm Sargent.  Su obra fuera del Reino Unido abarcó un repertorio más amplio, aunque aún con un énfasis en la música vocal, mientras que cerca de su casa en Monmouthshire fundó y dirigió un festival anual de música y teatro notable en su amplitud.
En 1963 Farncombe se casó con la violinista estadounidense Sally Mae Felps, quien era un apoyo constante hasta su prematura muerte de cáncer en 2003. Dejaron una hija, Eleanor, encargada de operaciones de los London Opera Players.